# Cremocarpon lantzii
Cremocarpon lantzii är en måreväxtart som beskrevs av Cornelis Eliza Bertus Bremekamp. Cremocarpon lantzii ingår i släktet Cremocarpon och familjen måreväxter. Inga underarter finns listade i Catalogue of Life.